# Изолирующий дыхательный аппарат

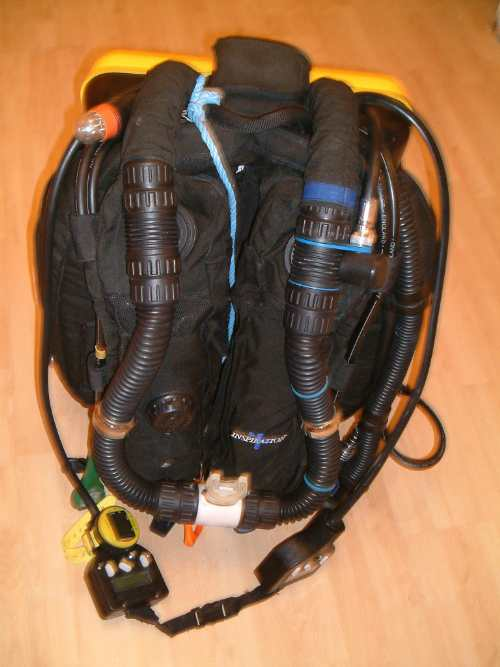
Inspiration — ребризер с электронным управлением

Ребризер (от англ. re — приставка, обозначающая повторение какого-либо действия, и англ. breath — дыхание, вдох) — дыхательный аппарат, в котором углекислый газ, выделяющийся в процессе дыхания, поглощается химическим составом (химпоглотителем), затем смесь обогащается кислородом и подаётся на вдох. Русское название ребризёра — изолирующий дыхательный аппарат (ИДА, ИзоДыхАп). Тот же принцип используется в аппаратах типа «кислородный изолирующий противогаз» (КИП, КИзП), которые использовались в государственной противопожарной службе МВД.

## Ребризёры замкнутого цикла

### Кислородный ребризёр замкнутого типа — O2-CCR
Это родоначальник ребризёров вообще. Первый такой аппарат был создан и применен британским изобретателем Генри Флюссом в середине XIX века при работе в затопленной шахте. Кислородный ребризёр замкнутого цикла имеет все основные детали, характерные для ребризёра любого типа: дыхательный мешок, канистра с химпоглотителем, дыхательные шланги с клапанной коробкой, байпасный клапан (ручной или автоматический), травящий клапан и баллон с редуктором высокого давления. Принцип работы следующий: кислород из дыхательного мешка поступает через невозвратный клапан в легкие водолаза, оттуда, через другой невозвратный клапан кислород и образовавшийся при дыхании углекислый газ попадает в канистру химпоглотителя, где углекислый газ связывается натровой известью, а оставшийся кислород возвращается в дыхательный мешок. Кислород, заменяющий потребленный водолазом, подается в дыхательный мешок через калиброванную дюзу со скоростью примерно 1 — 1,5 литра в минуту или же добавляется водолазом с помощью ручного клапана. При погружении обжим дыхательного мешка компенсируется либо за счет срабатывания автоматического байпасного клапана, либо с помощью ручного клапана, управляемого самим водолазом. Надо заметить, что, несмотря на название «замкнутый», любой ребризёр замкнутого цикла выпускает через травящий клапан пузырьки дыхательного газа во время всплытия. Чтобы избавиться от пузырей, на травящие клапаны устанавливают колпачки из мелкой сетки или поролона. Это простое устройство весьма эффективно и снижает диаметр пузырьков до 0,5 мм. Такие пузырьки полностью растворяются в воде уже через полметра и не демаскируют водолаза на поверхности.
Ограничения, присущие кислородным ребризёрам замкнутого цикла, обусловлены в первую очередь тем, что в данных аппаратах применяется чистый кислород, парциальное давление которого и является ограничивающим фактором по глубине погружения. Так, в спортивных (рекреационных и технических) системах обучения этот предел составляет 1,6 ата, что ограничивает глубину погружения 6 метрами в теплой воде при минимальной физической нагрузке. В военно-морском флоте ФРГ такой предел составляет 8 метров в ребризере на одного человека и 6 метров для ребризера на двух ныряльщиков, а в ВМФ СССР — 20 метров.

### Ребризёр замкнутого цикла с ручной подачей кислорода — mCCR или KISS
Эта система называется ещё K.I.S.S. (Keep It Simple Stupid) и изобретена канадцем Гордоном Смитом. Это ребризёр замкнутого цикла с приготовлением смеси «на лету» (selfmixer), но в максимально простом исполнении. Принцип работы аппарата состоит в том, что используются 2 газа. Первый, называемый дилюэнтом, автоматически или вручную подается в дыхательный мешок аппарата через легочной автомат или обходной клапан соответственно для компенсации обжима дыхательного мешка при погружении. Второй газ (кислород) подается в дыхательный мешок через калиброванную дюзу с постоянной скоростью, меньшей, однако, чем темп потребления кислорода водолазом (примерно 0,8-1,0 литров в минуту). При погружении водолаз обязан сам контролировать парциальное давление кислорода в дыхательном мешке по показаниям электролитических датчиков парциального давления кислорода и добавлять недостающий кислород с помощью ручного клапана подачи. На практике это выглядит так: перед погружением водолаз добавляет в дыхательный мешок какое-то количество кислорода, устанавливая по датчикам требуемое парциальное давление кислорода (в пределах 0,4-0,7 ата). В процессе погружения для компенсации по глубине в дыхательный мешок автоматически или вручную добавляется газ-дилюэнт, снижая концентрацию кислорода в мешке, но парциальное давление кислорода всё равно остается относительно стабильным из-за роста давления водяного столба. Достигнув запланированной глубины, водолаз с помощью ручного клапана устанавливает какое-либо парциальное давление кислорода (обычно 1,3) работает на грунте, раз в 10-15 минут контролируя показания датчиков парциального давления кислорода и добавляя при необходимости кислород для поддержания необходимого парциального давления. Обычно за 10-15 минут парциальное давление кислорода снижается на 0,2-0,5 ата в зависимости от физической нагрузки.
В качестве газа-дилюэнта может использоваться не только воздух, но и тримикс или гелиокс, что позволяет погружаться с таким аппаратом на весьма приличные глубины, однако относительное непостоянство парциального давления кислорода в дыхательном контуре затрудняет точный расчет декомпрессии. Обычно с аппаратами, имеющими только индикацию парциального давления кислорода в контуре, погружаются не глубже 40 метров. Если же к контуру подключен компьютер, способный отслеживать парциальное давление кислорода в контуре и рассчитывать декомпрессию на лету, то глубина погружения может быть увеличена. Самым глубоким погружением с аппаратом подобного типа можно считать погружение Матиаса Пфайзера, нырнувшего в Хургаде на 160 (сто шестьдесят) метров. Кроме датчиков парциального давления кислорода Матиас использовал ещё и компьютер VR-3 с кислородным датчиком, который отслеживал парциальное давление кислорода в смеси и рассчитывал декомпрессию с учётом всех изменений дыхательного газа.
Существует большое количество переделок коммерческих, военных и спортивных ребризёров под систему K.I.S.S., но всё это, разумеется, неофициально и под личную ответственность переделавшего и использующего их водолаза.

### Ребризёр замкнутого цикла с электронным управлением — eCCR
Собственно, настоящий ребризёр замкнутого цикла (electronicaly controled selfmixer). Первый в истории такой аппарат был изобретен Вальтером Старком и назывался Electrolung. Принцип функционирования состоит в том, что газ-дилюэнт (воздух или тримикс или гелиокс) подается ручным или автоматическим байпасным клапаном для компенсации обжима дыхательного мешка при погружении, а кислород подается с помощью электромагнитного клапана, управляемого микропроцессором. Микропроцессор опрашивает 3 кислородных датчика, сравнивает их показания и усредняя два ближайших, выдает сигнал на соленоидный клапан. Показания третьего датчика, отличающиеся от двух других сильнее всего — игнорируются. Обычно соленоидный клапан срабатывает раз в 3-6 секунд в зависимости от потребления водолазом кислорода.
Погружение выглядит примерно так: водолаз вводит в микропроцессор два значения парциального давления кислорода, которые электроника будет поддерживать на разных этапах погружения. Обычно это 0,7 ата для выхода с поверхности на рабочую глубину и 1,3 ата для нахождения на глубине, прохождения декомпрессии и всплытия до 3 метров. Переключение осуществляется тумблером на консоли ребризёра. В процессе погружения водолаз обязан контролировать работу микропроцессора для выявления возможных проблем с электроникой и датчиками.
Конструктивно ребризёры замкнутого цикла с электронным управлением практически не имеют ограничений по глубине и реальная глубина, на которой возможно их использование, обусловлена в основном погрешностью кислородных датчиков и прочностью корпуса микропроцессора. Обычно предельная глубина составляет 150—200 метров. Других ограничений электронные ребризёры замкнутого цикла не имеют. Основным недостатком этих ребризёров, существенно ограничивающим их распространение является высокая цена самого аппарата и расходных материалов. Важно помнить, что обычные компьютеры и декомпрессионные таблицы не подходят для погружений с электронными ребризёрами, поскольку парциальное давление кислорода остается неизменным на протяжении практически всего погружения. С ребризёрами такого типа должны использоваться либо специальные компьютеры (VR-3, VRX, Shearwater Predator, DiveRite NitekX, HS Explorer) или же погружение должно рассчитываться предварительно с помощью таких программ, как Z-Plan или V-Planer по минимально возможному парциальному давлению кислорода (при этом необходимо очень строго следить, чтобы значение парциального давления не снижалось ниже расчётного, иначе риск получить ДКБ многократно возрастает). Обе программы рекомендованы для применения производителями и создателями всех электронных ребризёров.

## Ребризёры полузамкнутого цикла

### Ребризёр полузамкнутого цикла с активной подачей — aSCR

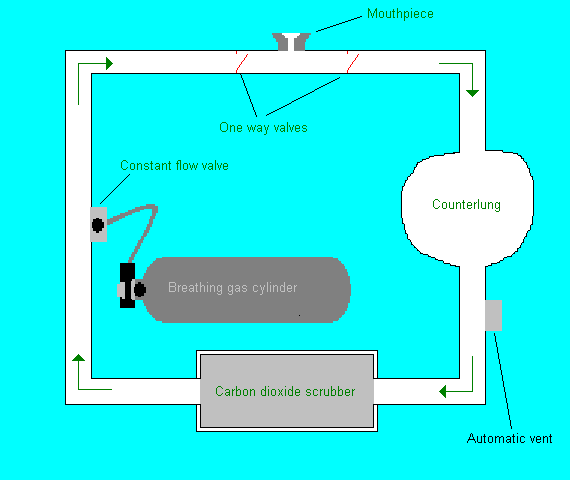
Упрощённая схема ребризера полузамкнутого цикла

Это наиболее распространенный в спортивном дайвинге тип ребризёра. Принцип его действия в том, что в дыхательный мешок с постоянной скоростью подается через калиброванную дюзу дыхательная смесь EANx Nitrox. Скорость подачи зависит только от концентрации кислорода в смеси, но не зависит от глубины погружения и физической нагрузки. Таким образом, концентрация кислорода в дыхательном контуре остается постоянной при постоянной физической нагрузке. Очевидно, что при таком способе подачи дыхательного газа возникают его излишки, которые удаляются в воду через травящий клапан. Вследствие этого ребризёр полузамкнутого цикла выпускает несколько пузырьков дыхательной смеси не только при всплытии, но и при каждом выдохе водолаза. Стравливается примерно 1/5 часть выдыхаемого газа. Для повышения скрытности на травящие клапаны могут устанавливаться колпачки-дефлекторы, аналогичные применяемым в кислородных ребризёрах замкнутого цикла.
В зависимости от концентрации кислорода в дыхательной смеси EANx (Nitrox)скорость подачи может варьироваться в пределах от 7 до 17 литров в минуту, таким образом, время нахождения на глубине при использовании ребризёра полузамкнутого цикла зависит от объёма баллона с дыхательным газом. Глубина погружения ограничивается парциальным давлением кислорода в дыхательном мешке (не должно превышать 1,6 ата) и установочным давлением редуктора. Дело в том, что истечение газа через калиброванную дюзу имеет сверхзвуковую скорость, что позволяет сохранять подачу неизменной до тех пор, пока установочное давление редуктора превышает давление окружающей среды в два или более раз.

### Ребризёр полузамкнутого цикла с пассивной подачей — pSCR
Принцип работы аппарата состоит в том, что часть выдыхаемого газа принудительно стравливается в воду (обычно это 1/7 до 1/5 от объёма вдоха), а объём дыхательного мешка заведомо меньше объёма легких водолаза. За счет этого на каждый вдох через легочной автомат в дыхательный контур подается свежая порция дыхательного газа. Такой принцип позволяет использовать в качестве дыхательной смеси любые газы, кроме воздуха и весьма точно поддерживать парциальное давление кислорода в дыхательном контуре вне зависимости от физической нагрузки и глубины. Поскольку подача дыхательного газа осуществляется только на вдох, а не постоянно, как в случае с ребризёрами с активной подачей, то ребризёр полузамкнутого цикла с пассивной подачей ограничен по глубине только парциальным давлением кислорода в дыхательном контуре. Существенным отрицательным моментом в конструкции ребризёров полузамкнутого цикла с пассивной подачей является то, что автоматика приводится в действие за счет дыхательных движений водолаза, а значит, тяжесть дыхания заведомо больше чем на аппаратах другого типа. Аппараты, использующие подобный принцип работы, предпочитают использовать подводные спелеологи и последователи учения DIR в дайвинге.

### Механический селфмиксер — mSCR
Весьма редкая конструкция ребризёра полузамкнутого цикла. Первый такой аппарат был создан и испытан Drägerwerk в 1914 году. Принцип работы следующий: имеются 2 газа (кислород и дилюэнт), которые подаются через калиброванные дюзы в дыхательный мешок, как в ребризёре полузамкнутого цикла с активной подачей. Причем, подача кислорода осуществляется с постоянной объемной скоростью, как в замкнутом ребризёре с ручной подачей, а дилюэнт поступает через дюзу с дозвуковой скоростью истечения, причем количество подаваемого дилюэнта увеличивается с увеличением глубины. Компенсация обжима дыхательного мешка осуществляется подачей дилюэнта через автоматический байпасный клапан, а избытки дыхательной смеси стравливаются в воду так же, как в случае с ребризёром полузамкнутого цикла с активной подачей. Таким образом, только за счет изменения давления воды в процессе погружения происходит изменение параметров дыхательной смеси, причем в сторону уменьшения концентрации кислорода при увеличении глубины. Механическим селфмиксерам свойственно изменение концентрации кислорода в дыхательном мешке при изменении физической нагрузки, и это прямое следствие того, что их принцип действия очень схож с принципом, по которому построены полузамкнутые ребризёры с активной подачей.
Ограничения по глубине для механического селфмиксера такие же, как для ребризёра полузамкнутого цикла с активной подачей с тем исключением, что только установочное давление кислородного редуктора должно превышать давление окружающей среды в 2 и более раз. По времени же селфмиксер в основном ограничен объёмом газа-дилюэнта, скорость подачи которого увеличивается с глубиной. В качестве газа-дилюэнта могут использоваться воздух, Trimix и HeliOx.

### Ребризёр полузамкнутого цикла с активной подачей с приготовлением смеси в процессе подачи
Очень редкая конструкция ребризёра полузамкнутого цикла. Данный тип ребризёра по своему принципу работы полностью аналогичен ребризёру полузамкнутого цикла с активной подачей за исключением того, что дыхательная смесь приготавливается не заранее, а в процессе работы ребризёра. Принцип работы следующий: имеются 2 газа (кислород и дилюэнт), которые подаются через калиброванные дюзы в дыхательный мешок, так же как в ребризёре полузамкнутого цикла с активной подачей. Подача и кислорода и дилюэнта происходит с постоянной скоростью независимо от глубины, при этом газы смешиваются в дыхательном мешке. В зависимости от скорости подачи кислорода и дилюэнта, мы получаем нужный нам газ. Данному типу ребризёра присущи все недостатки, что и ребризёру полузамкнутого типа с активной подачей, кроме того, он сложнее конструктивно и требует как минимум два баллона с газами (в то время как для нормальной работы aSCR необходим только один баллон с газом). Преимущество ребризёров этого типа состоит в том, что нет нужды заранее готовить дыхательную смесь и есть возможность задавать нужный газ в контуре (регулируя скорость подачи О2 и дилюэнта) не меняя исходные газы, а лишь их пропорцию. В качестве газа-дилюэнта могут использоваться: воздух, Trimix и HeliOx.

## Регенеративные ребризёры

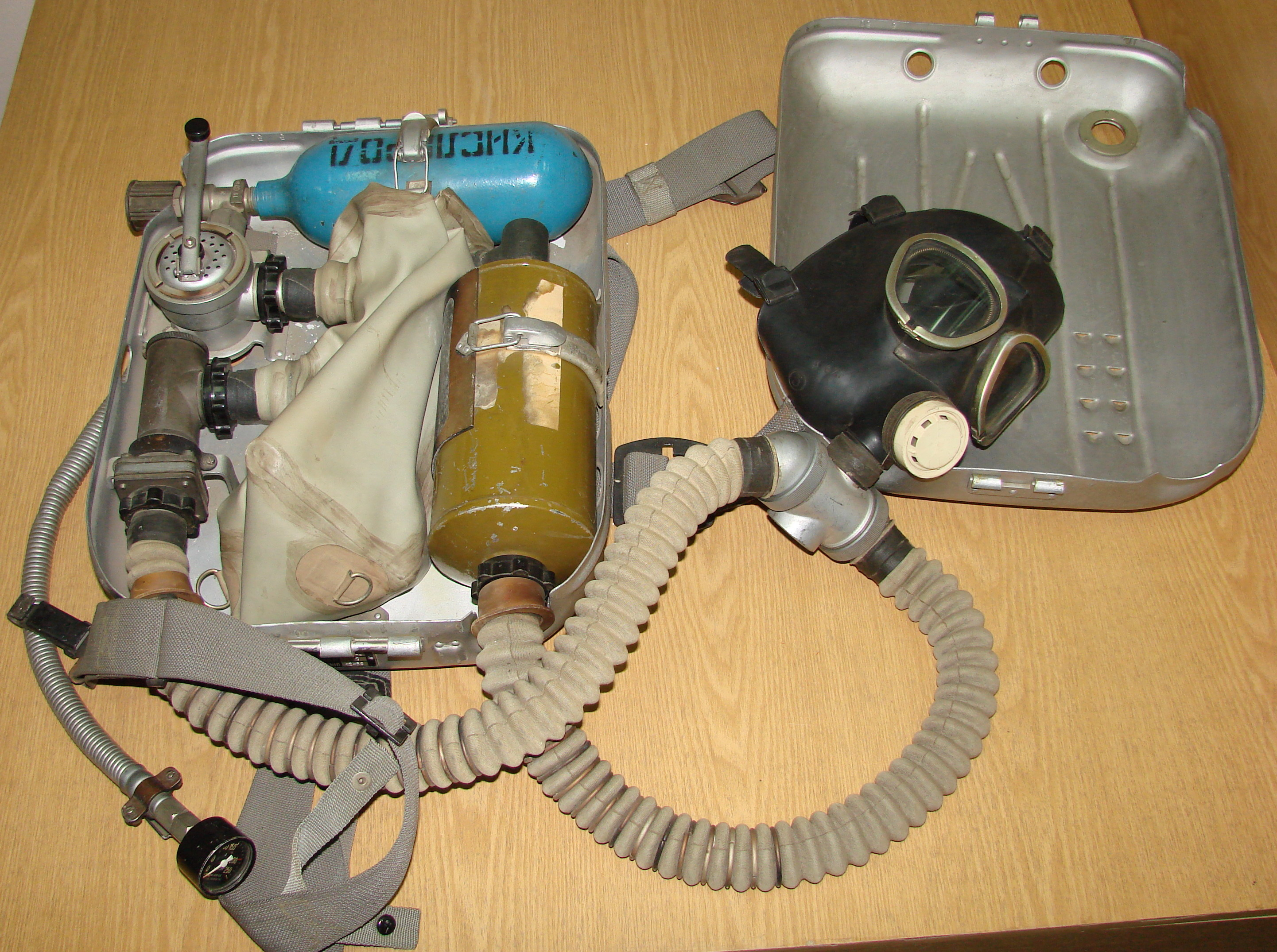
Кислородно-изолирующий противогаз КИП-8

Регенеративные ребризёры могут работать как по замкнутой, так и по полузамкнутой схеме дыхания. Основное их отличие в том, что кроме (вместо) обычного поглотителя углекислого газа используется регенеративное вещество: О3 (о-три), ВПВ или ОКЧ-3, созданное на основе пероксида натрия. Регенеративное вещество способно не только поглощать углекислый газ, но и выделять кислород. Принцип работы регенеративного ребризёра состоит в том, что потребление кислорода водолазом компенсируется не только за счет подачи свежей дыхательной смеси из баллона, но и за счет выделения кислорода регенеративным веществом.
Классическими представителями регенеративных ребризёров можно назвать аппараты ИДА-59, ИДА-71, ИДА-72, ИДА-75, ИДА-85.
Отдельно, как наиболее удачную конструкцию можно отметить аппараты типа ИДА-71, которые до сих пор используются в подразделениях боевых пловцов и водолазов-разведчиков. Конструкция аппарата и принцип его работы просты и доступны. При грамотной эксплуатации он очень надёжен. Несмотря на его «почтенный» возраст (в принципе, аппарат считают морально устаревшим), считается наиболее удачной конструкцией аппаратов подобного типа и выпускается до сих пор (завод «Респиратор»). Аппараты ИДА-75 и ИДА-85 были выпущены опытной серией, но в связи с распадом СССР в серию так и не пошли. После распада СССР конструкторские бюро пока не изобрели аппарата, превосходящего по своим характеристикам ИДА-71.
При спусках в аппаратах замкнутого цикла на чистом кислороде не используются режимы декомпрессии. Согласно Правилам водолазной службы ВМФ, спуски на чистом кислороде разрешены на глубины до 20 метров. При использовании смесей типа АКС и ААКС бездекомпрессионные спуски допускаются на глубины до 40 метров — в аппарате ИДА-71, и до 60 метров в аппаратах ИДА-75 и ИДА-85. Максимально допустимое бездекомпрессионное время пребывания на этих глубинах составляет 30 минут. При превышении указанного времени пребывания выход осуществляется с соблюдением режима декомпрессии.